# Pavlivșciîna, Drabiv
Pavlivșciîna (în ucraineană Павлівщина) este un sat în comuna Mîhailivka din raionul Drabiv, regiunea Cerkasî, Ucraina.

## Demografie
Componența lingvistică a localității Pavlivșciîna
     Ucraineană (98,24%)
     Rusă (1,76%)
Conform recensământului din 2001, majoritatea populației localității Pavlivșciîna era vorbitoare de ucraineană (98,24%), existând în minoritate și vorbitori de rusă (1,76%).